# Kobylecki Potok (dopływ Stradomki)
Kobylecki Potok – potok, lewy dopływ rzeki Stradomka. Wypływa w górnej części wsi Kobylec w województwie małopolskim, w powiecie bocheńskim, w gminie Łapanów. Spływa w kierunku południowo-południowo-wschodnim, przepływa pod drogą wojewódzką nr 966 i w Łapanowie uchodzi do Stradomki naprzeciwko posterunku policji.
Kobylecki Potok ma trzy lewobrzeżne dopływy. Jego zlewnia obejmuje rolnicze i zabudowane obszary wsi Kobylec i Łapanów. Pod względem geograficznym jest to obszar Pogórza Wiśnickiego.